# Ervin Eleskovic
Ervin Eleskovic (* 8. Mai 1987 in Bileća, SR Bosnien und Herzegowina) ist ein ehemaliger schwedischer Tennisspieler.

## Karriere
Eleskovic spielte passabel auf der Junior Tour und konnte 2004 dort den 45. Rang erreichen.
Im selben Jahr zog er auch bei den Profis erstmals in die Top 1000 der Weltrangliste ein. Bei den schwedischen ATP-Turnieren in Båstad und Stockholm erhielt er im Einzel je eine Wildcard, die er aber gegen Jarkko Nieminen und Kenneth Carlsen beide Male nicht nutzen konnte. Auch seine erste Partie im Doppel ging gegen Mahesh Bhupathi und die Nummer 1 im Doppel Jonas Björkman verloren. Auch in den Folgejahren kam er oft zu ATP-Einsätzen in Schweden, doch spielte sonst hauptsächlich auf der drittklassigen ITF Future Tour. Im Doppel gewann Eleskovic von 2005 bis 2008 jeweils einen Titel bei Futures. Sein bestes Doppeljahr hatte er 2006, als er in Timișoara sein erstes Finale auf der ATP Challenger Tour erreichte, gefolgt von einem Halbfinale zwei Wochen später. Im September 2006 stand er damit auf Platz 266 im Doppel, seinem Karrierehoch. Sein einziges ATP-Match gewann er 2005 in Stockholm. Beim Challenger in Tampere gewann er zudem 2008 seinen einzigen Titel auf diesem Niveau.
Im Einzel gewann der Schwede 2005 und 2006 je einen Future und zog in diesem Jahr das erste Mal in die Top 500 ein. Nach einem schwächeren Jahr 2007, konnte er auch 2008 das Jahr wieder so beenden. Er siegte in Båstad erstmals im Einzel auf der ATP Tour – gegen Filippo Volandri. 2009 verlor er wieder einzige Plätze, 2010 gewann er seinen dritten Future-Titel und konnte abermals in Båstad ein Match gewinnen. Nach drei Siegen in der Qualifikation schlug er den Polen Jerzy Janowicz. Das beste Jahr im Einzel hatte er 2011, als er neben zwei Future-Titeln auch sein einziges Challenger-Viertelfinale erreichen konnte. Im Zuge dessen wurde er mit Platz 351 auch auf seinem Karrierehoch notiert. Gegen Serbien spielte Eleskovic auch sein einziges Match für die schwedische Davis-Cup-Mannschaft, die er verlor. Nach fast keinem Turnier 2013 spielte er 2014 noch einmal eine Handvoll Turniere, ehe er seine Karriere beendete.

## Erfolge
| Legende (Anzahl der Siege)  |
| Grand Slam                  |
| ATP World Tour Finals       |
| ATP World Tour Masters 1000 |
| ATP World Tour 500          |
| ATP World Tour 250          |
| ATP Challenger Tour (1)     |

### Doppel

#### Turniersiege
| Nr. | Datum          | Turnier | Belag | Partner            | Finalgegner                     | Ergebnis |
| --- | -------------- | ------- | ----- | ------------------ | ------------------------------- | -------- |
| 1.  | 3. August 2008 | Tampere | Sand  | Michael Ryderstedt | Harri Heliövaara Henri Kontinen | 6:3, 6:4 |